# Mistrzostwa NCAA Division I w Zapasach w 1974
Mistrzostwa NCAA Division I w zapasach rozgrywane były w Ames w dniach 14–16 marca 1974 roku. Zawody odbyły się w Hilton Coliseum, na terenie Uniwersytetu Stanu Iowa.

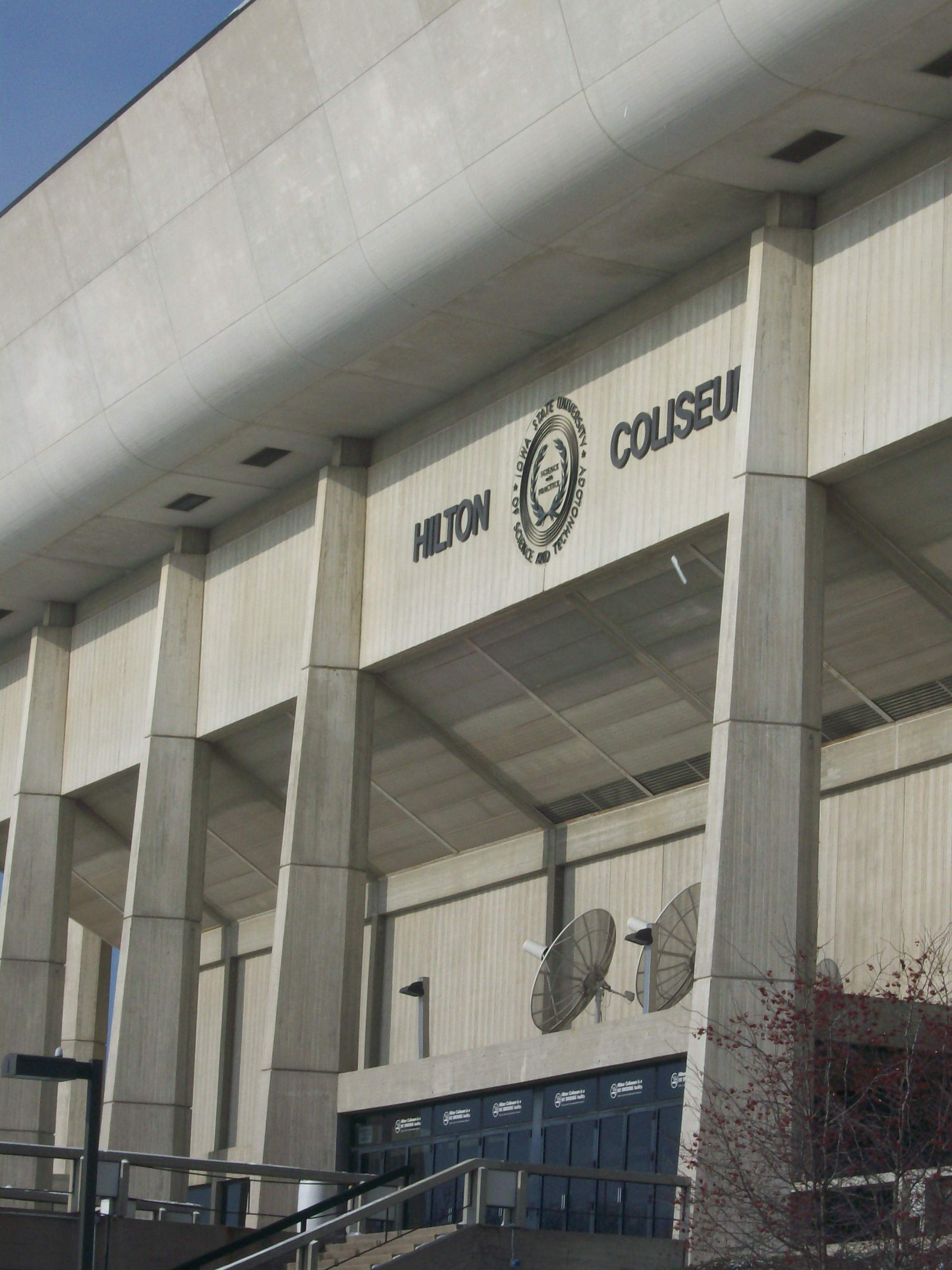
Hilton Coliseum

- Outstanding Wrestler – Floyd Hitchcock

## Wyniki

### Drużynowo
| Kolejność | Szkoła                    | Zespół     |
| --------- | ------------------------- | ---------- |
| 1.        | University of Oklahoma    | Sooners    |
| 2.        | University of Michigan    | Wolverines |
| 3.        | Oklahoma State University | Cowboys    |
| 4.        | Iowa State University     | Cyclones   |
| 5.        | University of Iowa        | Hawkeyes   |
| 6.        | Uniwersytet Waszyngtonu   | Huskies    |

### All American

#### 118 lb
| Lp. | Zawodnik      | Szkoła         |
| --- | ------------- | -------------- |
| 1.  | Gary Breece   | Oklahoma       |
| 2.  | Jack Spates   | Slippery Rock  |
| 3.  | Dan Mallinger | Iowa State     |
| 4.  | Dan Kida      | San Jose State |
| 5.  | George Bryant | Pittsburgh     |
| 6.  | Rick Dawson   | Colorado State |

#### 126 lb
| Lp. | Zawodnik          | Szkoła         |
| --- | ----------------- | -------------- |
| 1.  | Pat Milkovich     | Michigan State |
| 2.  | Billy Martin      | Oklahoma State |
| 3.  | John Fritz        | Penn State     |
| 4.  | Mike Frick        | Lehigh         |
| 5.  | Bob Antonacci     | Iowa State     |
| 6.  | Rande Stottlemyer | Pittsburgh     |

#### 134 lb
| Lp. | Zawodnik      | Szkoła         |
| --- | ------------- | -------------- |
| 1.  | Tom Sculley   | Lehigh         |
| 2.  | Jim Miller    | Northern Iowa  |
| 3.  | Don Rohn      | Clarion        |
| 4.  | Bill Davids   | Michigan       |
| 5.  | Mark Belknap  | William & Mary |
| 6.  | Fred Hahndorf | Navy           |

#### 142 lb
| Lp. | Zawodnik       | Szkoła         |
| --- | -------------- | -------------- |
| 1.  | Rich Lawinger  | Wisconsin      |
| 2.  | Steve Randall  | Oklahoma State |
| 3.  | Ken Snyder     | Northern Iowa  |
| 4.  | Paul Gillespie | West Chester   |
| 5.  | Gordon Iiams   | Oregon State   |
| 6.  | Brian Beatson  | Oklahoma       |

#### 150 lb
| Lp. | Zawodnik        | Szkoła                |
| --- | --------------- | --------------------- |
| 1.  | Jarrett Hubbard | Michigan              |
| 2.  | Bob Holland     | Iowa State            |
| 3.  | Tom Brown       | Washington            |
| 4.  | Chuck Yagla     | Iowa                  |
| 5.  | Mike Waller     | Slippery Rock         |
| 6.  | Rodger Warner   | California Poly-State |

#### 158 lb
| Lp. | Zawodnik         | Szkoła         |
| --- | ---------------- | -------------- |
| 1.  | Rod Kilgore      | Oklahoma       |
| 2.  | Larry Zilverberg | Minnesota      |
| 3.  | Dan Holm         | Iowa           |
| 4.  | Jerry Villecco   | Penn State     |
| 5.  | Duane Stutzman   | Oregon         |
| 6.  | Ron Ray          | Oklahoma State |

#### 167 lb
| Lp. | Zawodnik       | Szkoła           |
| --- | -------------- | ---------------- |
| 1.  | Doug Wyn       | Western Michigan |
| 2.  | Jeff Callard   | Oklahoma         |
| 3.  | Jan Sanderson  | Iowa             |
| 4.  | Dave Froehlich | Northwestern     |
| 5.  | Bill Simpson   | Clarion          |
| 6.  | Jon Jackson    | Oklahoma State   |

#### 177 lb
| Lp. | Zawodnik        | Szkoła        |
| --- | --------------- | ------------- |
| 1.  | Floyd Hitchcock | Bloomsburg    |
| 2.  | Mel Renfro      | Washington    |
| 3.  | Rob Huizenga    | Michigan      |
| 4.  | Mike Hansen     | Brigham Young |
| 5.  | Bill Hill       | East Carolina |
| 6.  | Kurt Blank      | Ohio          |

#### 190 lb
| Lp. | Zawodnik        | Szkoła        |
| --- | --------------- | ------------- |
| 1.  | Greg Strobel    | Oregon State  |
| 2.  | Ben Ohai        | Brigham Young |
| 3.  | Al Nacin        | Iowa State    |
| 4.  | Rich Calderon   | Washington    |
| 5.  | Jeff Simons     | Navy          |
| 6.  | Bill Shuffstall | Slippery Rock |

#### UNL
| Lp. | Zawodnik         | Szkoła           |
| --- | ---------------- | ---------------- |
| 1.  | Jim Woods        | Western Illinois |
| 2.  | Gary Ernst       | Michigan         |
| 3.  | Charlie Getty    | Penn State       |
| 4.  | Tim Karpoff      | Yale             |
| 5.  | Larry Bielenberg | Oregon State     |
| 6.  | Tom Hazell       | Oklahoma State   |